# Cestrum scandens
Cestrum scandens är en potatisväxtart som beskrevs av M. Vahl. Cestrum scandens ingår i släktet Cestrum och familjen potatisväxter. Inga underarter finns listade i Catalogue of Life.